# Prix Charlotte-Köhler
Le prix Charlotte-Köhler est un prix littéraire néerlandais décerné alternativement tous les trois ans par la Fondation Charlotte-Köhler à l'auteur de la meilleure œuvre littéraire dans la catégorie prose, poésie ou théâtre.
Le prix a été décerné pour la première fois en 1988. Il trouve son origine dans le legs laissé par l'actrice néerlandaise Charlotte Köhler. Son montant s'élève à 18.000 euros.
La Fondation Charlotte-Köhler décerne également chaque année une bourse pour une première œuvre dans le domaine de la fiction ou de la traduction.

## Lauréats
- 1988 : Théâtre : Judith Herzberg pour Leedvermaak (1982)
- 1993 : Poésie : Herman Hendrik ter Balkt pour In de branderij van het absolute (1990), Laaglandse hymnen (1991) et Ode aan de Grote Kiezelwal (1992)
- 1998 : Roman : Willem G. van Maanen pour Vrouw met Dobermann (1997)
- 2003 : Théâtre : Rob de Graaf pour Neanderdal (2001)
- 2008 : Poésie : Jean Pierre Rawie pour ses œuvres complètes (2004)
- 2011 : Roman : Mensje van Keulen pour ses romans et nouvelles
- 2012 : : Daan Roosegaarde
- 2014 : Théâtre : Ad de Bont pour l'ensemble de son œuvre
- 2017 : Poésie : Alfred Schaffer pour son recueil Mens Dier Ding (2014), traduit en français par Pierre-Marie Finkelstein sous le titre Homme Bête Chose aux éditions Caractères, Paris 2018 et 2019
- 2019 : Simone Atangana Bekono